# Нова Соловйовка
Нова Соловйовка (рос. Новая Соловьёвка) — хутір у Корочанському районі Бєлгородської області Російської Федерації.
Населення становить 0 осіб. Входить до складу муніципального утворення Соколовське сільське поселення.

## Історія
Населений пункт розташований у східній частині української суцільної етнічної території — східній Слобожанщині.
Згідно із законом від 20 грудня 2004 року № 159 від 20 грудня 2004 року органом місцевого самоврядування є Соколовське сільське поселення.